# Cyclopia genistoides
Cyclopia genistoides är en ärtväxtart som först beskrevs av Carl von Linné, och fick sitt nu gällande namn av Étienne Pierre Ventenat. Cyclopia genistoides ingår i släktet Cyclopia, och familjen ärtväxter. Inga underarter finns listade i Catalogue of Life.

## Bildgalleri